# Orobanche variegata
Orobanche variegata är en snyltrotsväxtart som beskrevs av Carl Karl Friedrich Wilhelm Wallroth. Orobanche variegata ingår i släktet snyltrötter, och familjen snyltrotsväxter. Inga underarter finns listade i Catalogue of Life.

## Bildgalleri

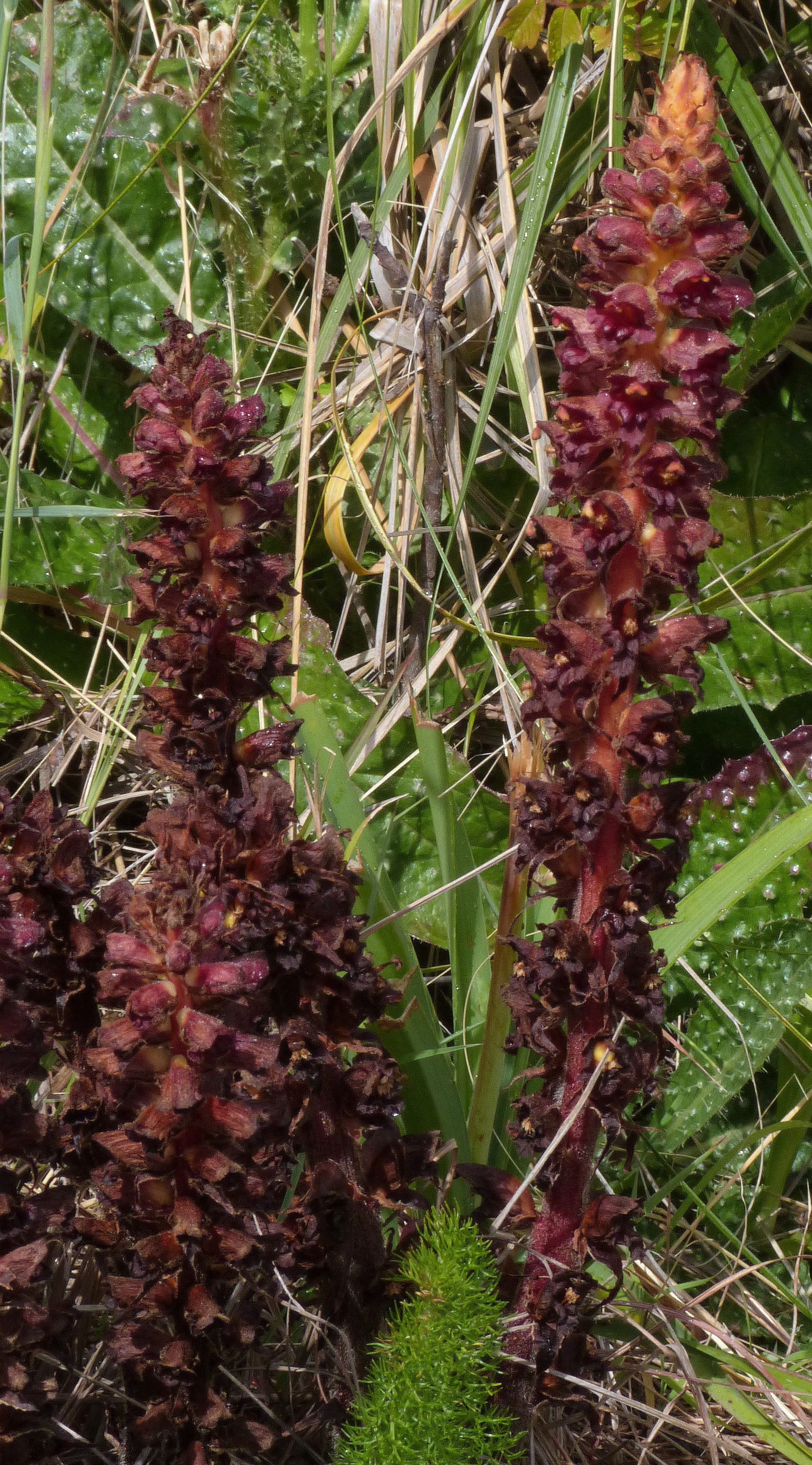
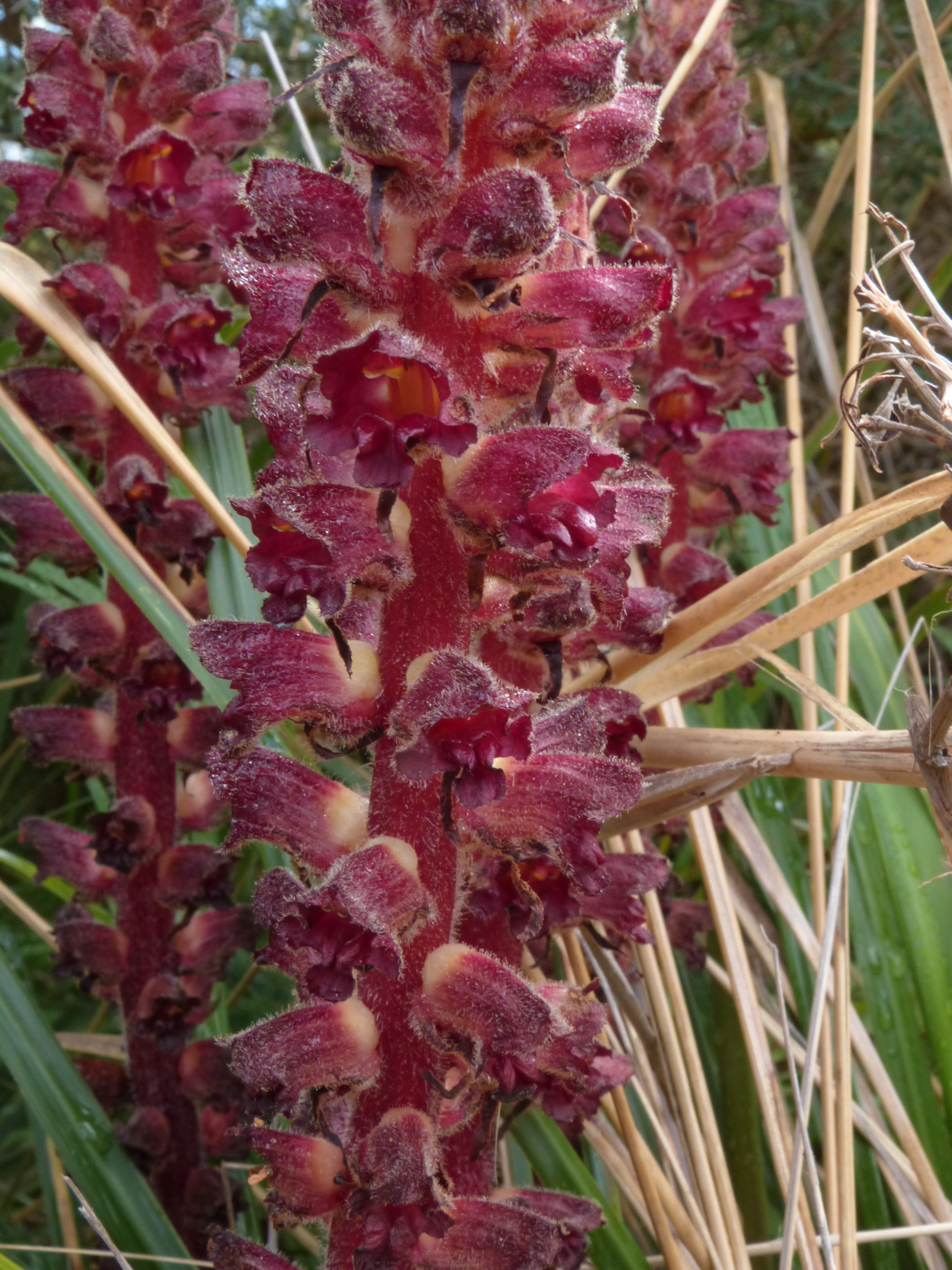